# Carneodon intermedius
Carneodon intermedius är en skalbaggsart som beskrevs av Blackburn 1896. Carneodon intermedius ingår i släktet Carneodon och familjen Dynastidae. Inga underarter finns listade.